# Tabanus basilaris
Tabanus basilaris är en tvåvingeart som beskrevs av Krober 1931. Tabanus basilaris ingår i släktet Tabanus och familjen bromsar. Inga underarter finns listade i Catalogue of Life.